# Чипионский маяк
Чипио́нский мая́к (исп. Faro de Chipiona) — маяк в городе Чипиона, провинция Кадис, Андалусия, Испания. Самый высокий маяк страны и 20-й по высоте в мире (из «традиционных маяков»).

## Описание
Маяк имеет высоту 62,5 метров, его лампы расположены на отметке 68,9 метров над уровнем моря, ночью в ясную погоду свет Чипионского маяка виден за 25 морских миль (46,3 километров) как по горизонтали, так и по вертикали, в связи с чем он используется для визуальной навигации не только морскими, но и воздушными судами. Архитектором сооружения выступил каталанский инженер Хайме Фонт. Башня имеет форму цилиндра, немного сужающегося к верху, что напоминает классические древнеримские колонны. Материал сооружения — ракушечный известняк (окаменевшие раковины моллюсков хорошо видны на поверхности маяка). Основание маяка имеет четыре этажа, близ него стоит двухэтажный дом смотрителя. Под ламповой частью маяка находится галерея, до которой ведут 344 каменные ступени винтовой лестницы. С 1998 года туда можно подняться в составе экскурсии пять дней в неделю летом, и реже в остальные месяцы.
Лампа совершает один полный оборот за 30 секунд, подавая сигнал длительностью 0,3 секунды через три отверстия, расположенных под углами 120 градусов друг к друг, таким образом, световая характеристика маяка — Fl W 10s (одна белая вспышка раз в 10 секунд). Линза фонаря вращается в герметичном сосуде, наполненном ртутью, в связи с чем трение фактически отсутствует и отпадает надобность в таком легко изнашиваемом механизме как подшипник.

## История
Впервые маяк на этом месте был построен во времена Римской Империи около 140 года до н. э. по приказу политика и военачальника Квинта Сервилия Цепиона, который таким образом решил проблему частых крушений судов, входящих в устье реки Гвадалквивир, на отмели Пьедра-Сальмедина. Тот маяк был назван Turris caepionis, то есть, «Башня Цепиона», по этому названию и получил своё имя населённый пункт — Чипиона. Древнегреческий историк и географ Страбон писал об этом маяке, что он сравним с легендарным Александрийским маяком.
Впервые о возрождении маяка заговорил испанский инженер, археолог, архитектор и арабист Эдуардо Сааведра в 1857 году, а полноценный проект строительства нового маяка на месте античного был предложен каталанским инженером Хайме Фонтом в 1862 году. Краеугольный камень будущей башни был заложен 30 апреля 1863 года, в течение четырёх лет маяк был построен и введён в эксплуатацию 28 ноября 1867 года, а финальная точка в строительстве была поставлена 21 июня 1869 года — стоимость проекта составила почти 470 миллионов эскудо. Первоначально для получения света использовались оливковое масло и парафин, затем — нефть и газ, в 1942 году им на смену пришли электрические лампы мощностью по 3000 ватт, а в 1999 году — галогенные лампы со световым потоком около 500 тысяч люмен. За прошедшие полтора века Чипионский маяк гас лишь дважды. Первый раз — в 1898 году во время Испано-американской войны: тогда все маяки Кадиса были погашены на 6—8 месяцев, так как Испания опасалась американского вторжения с моря. Второй раз маяк был погашен в 1936 году и не работал целых три года на протяжении всей Гражданской войны.

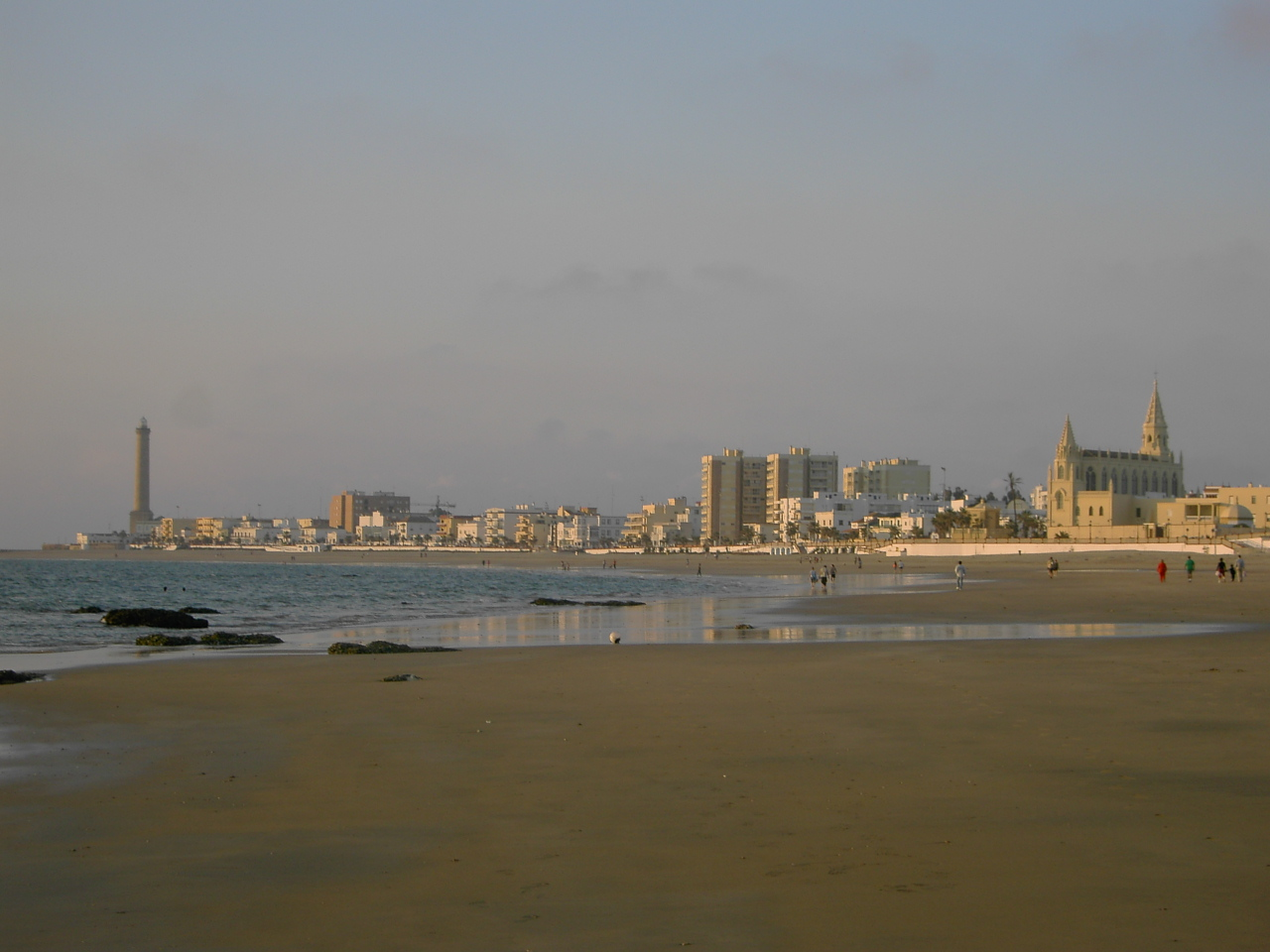
Чипиона
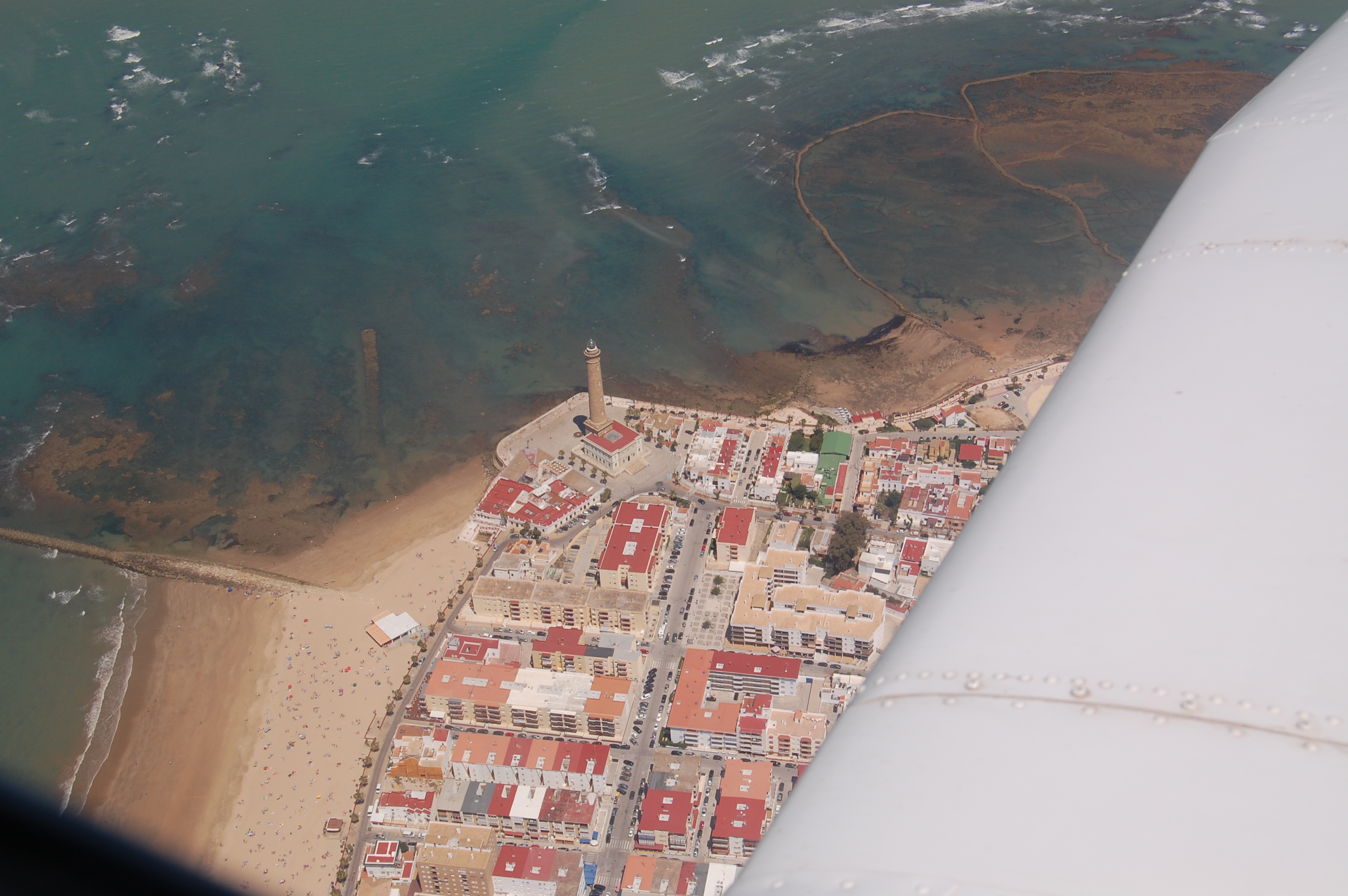
Вид на маяк с самолёта
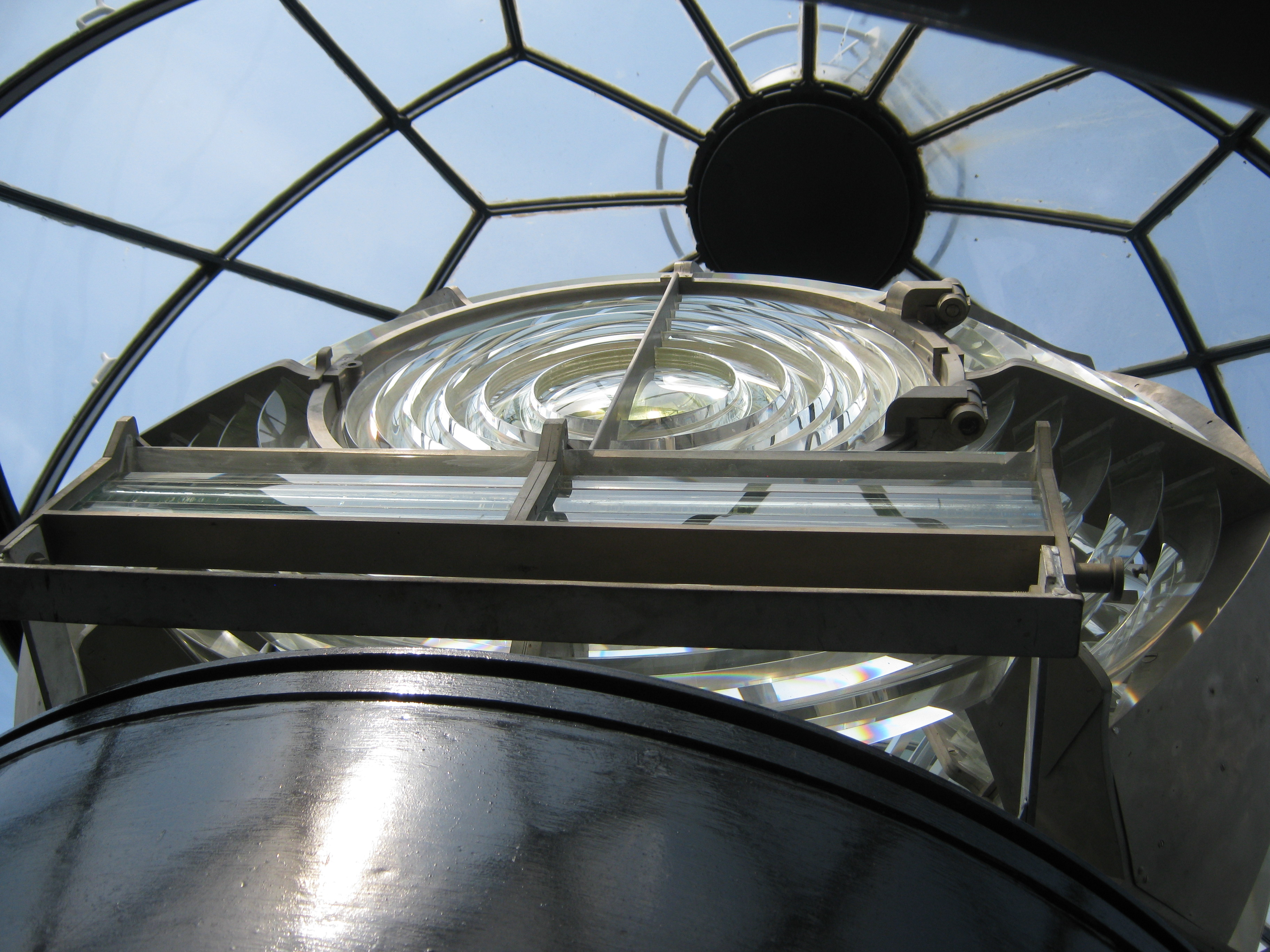
Световая линза маяка
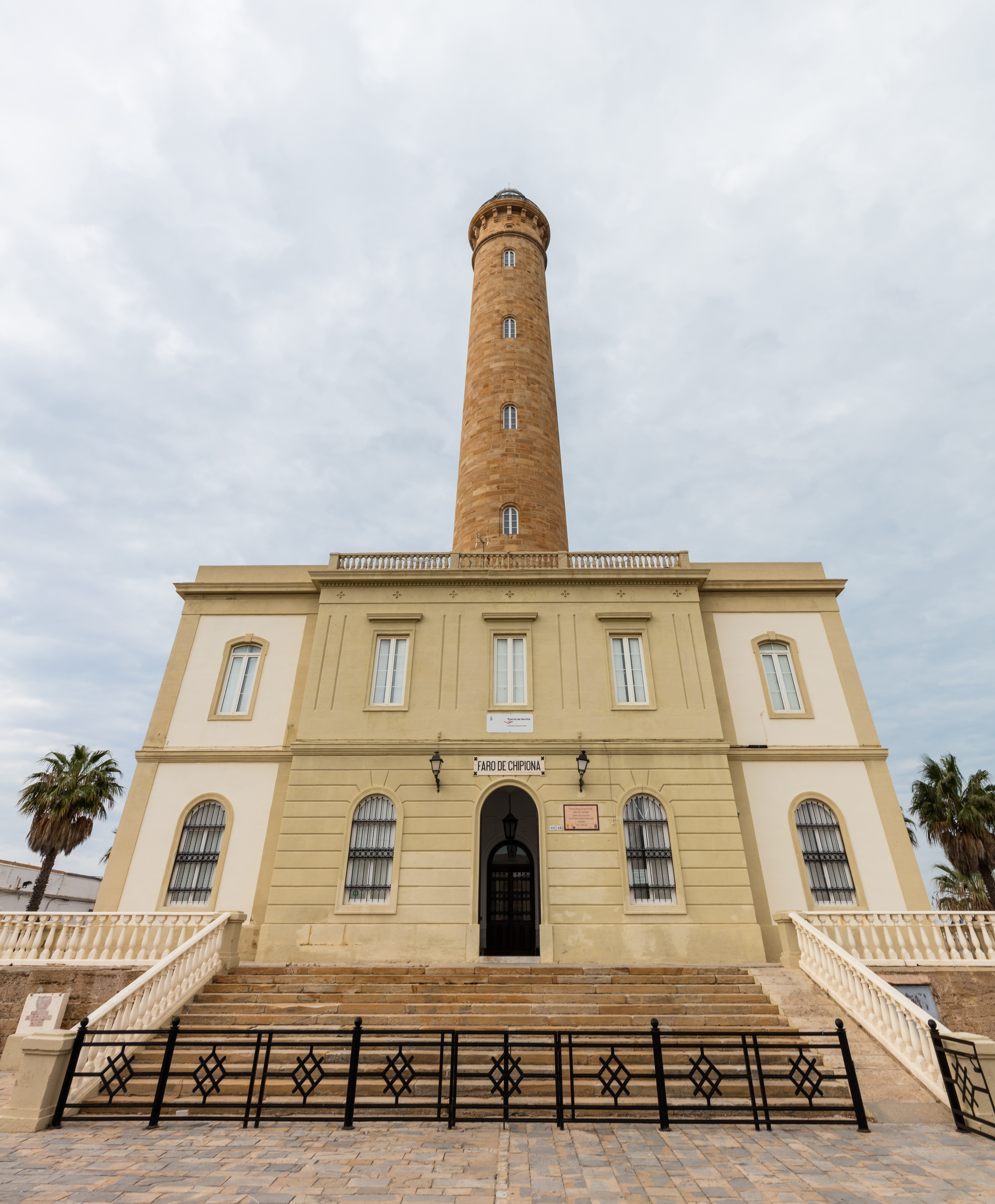
Дом смотрителя маяка
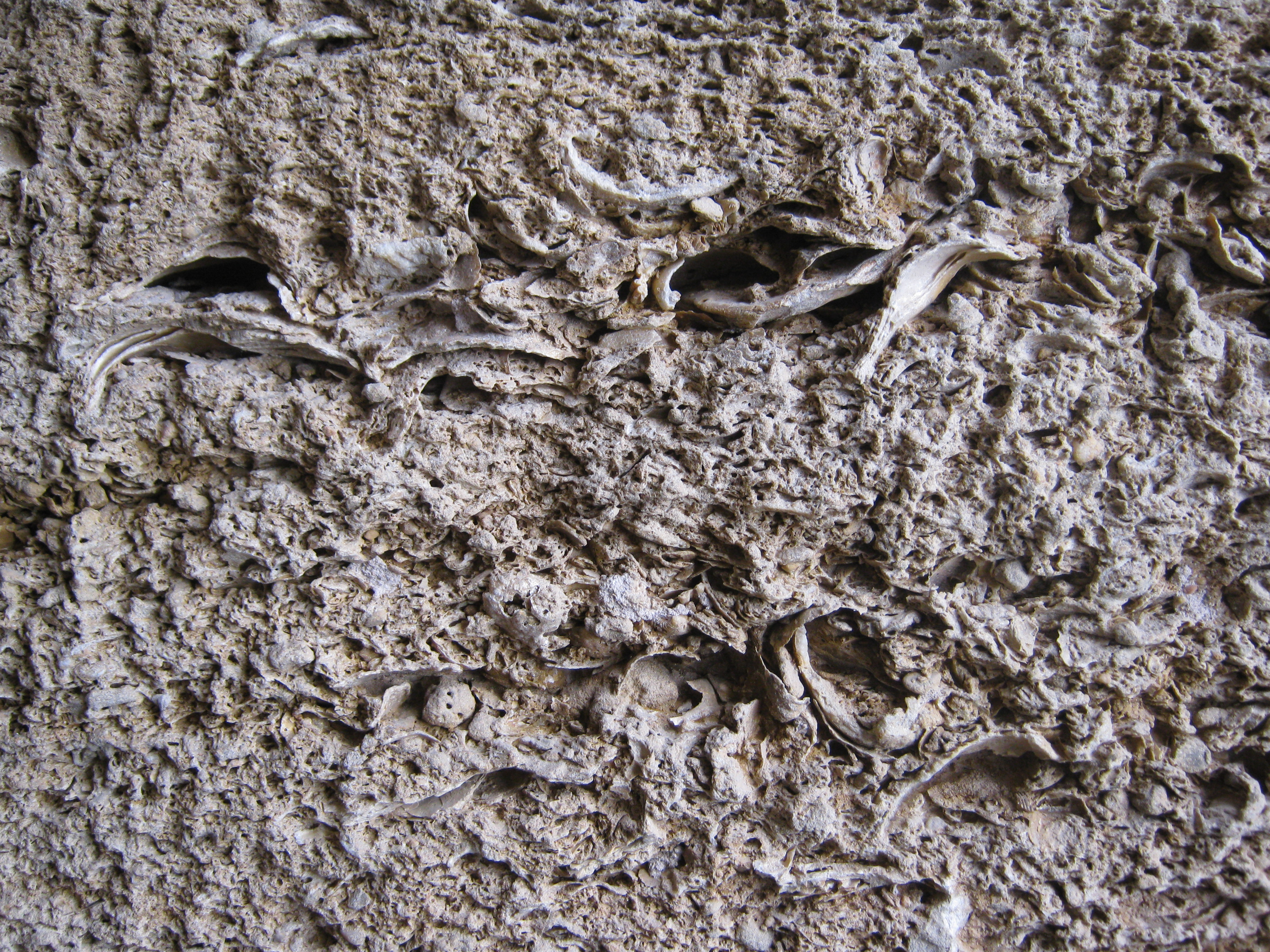
Окаменевшие раковины моллюсков на поверхности маяка